# Ionuț Popescu
Ionuț Popescu (10 decembrie 1964, Brăila) este economist, jurnalist economic și politician român, membru al Partidului Democrat Liberal. Din decembrie 2004 până în august 2005, a fost Ministrul Finanțelor Publice în Guvernul Tăriceanu. Anterior, fusese redactor-șef al revistei cu profil economic Capital.

## Biografie

### Viață timpurie, educație
Ionuț Popescu s-a născut la 10 decembrie 1964 la Brăila, într-o familie săracă. A fost singurul copil al familiei iar tatăl său a decedat atunci când viitorul ministru nu împlinise încă 14 ani. Școala generală și liceul (Nicole Iorga) au fost absolvite în orașul natal. În 1984 a fost admis la Academia de Studii Economice, Facultatea Finanțe-Contabilitate, pe care a absolvit-o în 1988.
Prima sa slujbă, repartiția guvernamentală, a fost la AFDJ Sulina. După 1989, atunci când stagiatura (adică, obligația de a lucra cel puțin 3 ani acolo unde ai fost repartizat) nu a mai fost obligatorie, Ionuț Popescu a revenit în orașul natal, unde, pentru câteva luni, a fost angajat la Direcția Finanțelor Publice.

### Jurnalist, RevistaCapital
Apoi, din vara anului 1990, a început o carieră în presa scrisă, mai întâi la Brăila, apoi în București, la ziare ca Sportul Românesc, Meridian și, din 1992, la Capital, o revistă economică, unde, în 1996, a fost numit redactor-șef.  Aici s-a făcut cunoscut ca un comentator lucid al realităților economice și a devenit un colaborator căutat al unor posturi de radio și televiziune (BBC, TVR, B1, PrimaTV etc).
Din această postură a intrat în contact direct cu lumea politică, pentru care avea o veche pasiune, fiind încă din adolescență ascultător fervent al posturilor Europa Liberă și Vocea Americii sau cititor pasionat al revistei Lumea, de politică externă.
În 1997, în calitate de comentator economic, Ionuț Popescu a explicat entuziast la televiziuni măsurile salutare de liberalizare a cursului de schimb și decizia de a închide întreprinderile cu pierderi cronice, aflate în proprietatea statului. 

### Consilier economic
Aceste comentarii au atras atenția premierului din acea vreme, Victor Ciorbea, care i-a făcut imediat o ofertă de a-i deveni consilier pe probleme economice. Viitorul ministru a refuzat oferta premierului Victor Ciorbea de a-i deveni consilier, preferând să rămână ziarist dar i-a oferit acestuia sfaturile și opiniile sale, în particular, atunci când era solicitat. De asemenea a refuzat oferta lui Valeriu Stoica (atunci, președintele PNL) de a candida la alegerile parlamentare. A acceptat însă, în ianuarie 2000, propunerea premierului Mugur Isărescu de a fi purtător de cuvânt al guvernului. O poziție ocupată doar câteva luni, întreruptă din cauza unor probleme personale.

### Partidul Național Liberal
În 2003, la propunerea Monei Muscă și a lui Teodor Stolojan, a acceptat să devină pentru prima oară membru al unui partid, Partidul Național Liberal. A intrat în partid susținând câteva idei, printre care introducerea cotei unice de impozitare. A fost numit șeful Comisiei de Strategie și, în 2004, această Comisie a PNL, împreună cu reprezentanți ai Partidului Democrat (se formase Alianța DA), a elaborat Programul de Guvernare al Alianței DA, care avea în centrul său tocmai reformarea sistemului fiscal, prin introducerea cotei unice de impozitare de 16 %. Tot în 2004, Ionuț Popescu a devenit purtătorul de cuvânt al Alianței DA. 
În 2004 a acceptat să candideze, la insistențele unor colegi din PNL, și a fost ales senator în circumscripția București. 
A candidat și în 2008 în alegerile parlamentare uninominale, unde i-a învins clar pe contracandidații săi, Crin Antonescu și Răzvan Theodorescu, a ieșit pe primul loc dar nu a devenit parlamentar. Poziția a fost apreciată astfel în cablogramele Ambasadei SUA.

### Ministrul finanțelor
Politica sa bugetară a fost orientată, cu precădere, spre menținerea unui deficit bugetar mic și prioritizarea clară a cheltuielilor făcute de ceilalți ordonatori principali de credite. A încercat să stabilească reguli clare și în ce privește cheltuielile făcute la nivelul administrației locale, în acea perioadă existând o puternică tendință ca unitățile administrativ-teritoriale să se împrumute masiv, prin emiterea de obligațiuni municipale, mult peste capacitatea lor viitoare de rambursare a acestor împrumuturi. Tot în mandatul lui Ionuț Popescu au fost alocate primele sume pentru construcția viitorului stadion Național Arena.
Toate aceste măsuri de liberalizare au avut efecte imediate și spectaculoase pe piețele financiare. Investițiile străine, în perioada mandatului său și în perioada imediat următoare, au înregistrat creșteri semnificative. De asemenea, Bursa de valori de la București a crescut spectaculos în această perioadă. Toate acestea au făcut ca revista Emerging Markets, a Băncii Mondiale, să-l desemneze pe Ionuț Popescu cel mai bun ministru de finanțe în 2005 din țările cu o economie emergentă. Desemnarea a fost anunțată în numărul din luna septembrie 2005 al revistei Emerging Markets dar Ionuț Popescu fusese între timp remaniat, în timpul concediului său din luna august.